# Holý kopec u Bohdalic
Holý kopec u Bohdalic je rozhledna která vznikla v roce 2004 na střeše rekonstruovaného vodojemu.
V roce 2004, kdy byl opravován místní vodojem, vytvořili vodárenští pracovníci. Vyhlídková plošina z pozinkovaného plechu je vytvořena jako nástavba nad střechu vodojemu. Okolo vodojemu je vyvedeno schodiště s 34 schody, které umožňuje vstup na konstrukci rozhledny, která se nachází 6 metrů nad vrchem Holý kopec.